# Tango
Tango je ples nastao u Južnoj Americi u 18. stoljeću kombinacijom elemenata crnačkoga plesa i španjolske melodike.

## Povijest
Korijene vuče iz Španjolske ili Maroka, a značenje samog imena je nejasno. Pretpostavlja se da znači bubanj, grupni ples crnaca, zabavu ili ples u paru. Prema nekim teorijama, ime je posuđeno iz afro-kubanske riječi «tangana» ili «tambor». Na Kubi i u Brazilu izraz se pojavio početkom 19. stoljeća, a označavao je solo ples kojeg su izvodile žene. Tek kasnije se počeo izvoditi u paru. Rodno mjesto pravoga tanga je na zapadnoj obali La Plate, u Buenos Airesu, i zato tango imenujemo «Argentinski tango». Priča tanga započinje s argentinskim gauchosima koji su odlazili u pune noćne klubove i molili lokalne djevojke za ples. Budući da se nisu tuširali, djevojke su kružile oko njih zabacujući glave unazad. Kako su gauchosi stalno jahali, pri čemu su koljena u savijenom položaju, taj položaj nogu su prenijeli i na ples. U argentinskom tangu se pokazuju suprotnosti muško-žensko, čvrsto-mekano, grubo-sentimentalno, a najčešće ga prati glazba violine, gitare, kontrabasa, klavira i bandoneona. Zbog svog erotičnog karakterizma je bio godinama zabranjen. Tango je počeo osvajati Europu 1907. godine, a prvi ga je preuzeo Pariz. U Americi ga je popularizirao Rudolph Valentino. Englezi su 1920-ih godina 20. stoljeća argentinski tango pretvorili u standardni ples, čije su karakteristike trzaji (prvenstveno glavom), strastveni progresivni pokreti, nagla zakašnjenja i strogo odvajanje figura, nema dizanja i spuštanja. Europski tango zahtijeva strogo podudaranje s ritmom. Fraziranje je vrlo bitno. Izvodi se u dvočetvrtinskom taktu, a naglasak je na prvom i trećem udarcu.
Tango je obvezan u natjecanju plesnih parova u umjetničkom klizanju i sportskom plesu.

## Vanjske poveznice
- Tango Festivals  Arhivirana inačica izvorne stranice od 12. rujna 2018. (Wayback Machine)
- todotango.com
- Pasiontango